# Паншети
Паншети (груз. ფანშეტი) — село в Грузии, на территории Казбегского муниципалитета края (мхаре) Мцхета-Мтианети.

## География
Село находится в северо-восточной части Грузии, на левом берегу реки Терек, на расстоянии приблизительно 2 километров (по прямой) к юго-западу от посёлка городского типа Степанцминда, административного центра муниципалитета. Абсолютная высота — 1759 метров над уровнем моря.

## Население
По результатам официальной переписи населения 2014 года в Паншети проживало 54 человека (28 мужчин и 26 женщин). В национальной структуре населения грузины составляли 100 %.
| Год  | Население, человек |
| ---- | ------------------ |
| 2002 | 58                 |
| 2014 | ↘ 54               |